# Trachycosmus sculptilis
Trachycosmus sculptilis is een spinnensoort uit de familie Trochanteriidae. De soort komt voor in Australië.